# فرحت الله بابر
فرحت الله بابر (بالأردية: فرحت اللہ بابر)‏ تكنوقراطي باكستاني، وسياسي يساري، ومهندس كيميائي، وسكرتير صحفي سابق للرئيس السابق آصف علي زرداري.
كان عضوًا في مجلس الشيوخ من 2003 حتى 2006 عن حزب الشعب الباكستاني؛ اشتهر بعد انتقاده حكومة رئيس الوزراء شوكت عزيز والرئيس الباكستاني برويز مشرف. وهو أيضًا شخصية هندسية مؤثرة وعمل سابقًا كرئيس لمجلس الهندسة الباكستاني لمدة عشر سنوات.